# David Krämer
David Krämer (* 14. Januar 1997 in Myjava, Slowakei) ist ein deutsch-österreichischer Basketballspieler.

## Laufbahn
Krämer wurde in der Slowakei (die Heimat seiner Mutter) geboren und besaß von klein auf die deutsche Staatsbürgerschaft. Er ist der Sohn des ehemaligen deutsch-slowakischen Basketballprofis Roman Krämer, der während seiner Karriere in Österreich (Oberwart, Klosterneuburg), Deutschland (Bayreuth, Braunschweig, Landshut), der Slowakei und der Tschechischen Republik sowie für die slowakische Nationalmannschaft aktiv war. Krämer der Ältere war 2000 Spieler des Jahres der österreichischen Bundesliga. David Krämers Urgroßvater wanderte von Deutschland in die Tschechoslowakei aus.
David wuchs in Oberwart auf und begann im Alter von fünf Jahren mit dem Basketball. Dort wurde er vom kroatischen Trainer Goran Patekar gefördert. Zu Krämers Trainingspartnern gehörte als Jugendlicher auch sein älterer Bruder Filip. Er spielte in der Nachwuchsabteilung der Oberwart Gunners und gab während der Saison 2013/14 sein Debüt für die Herrenmannschaft in Österreichs Bundesliga. 2014 entschloss er sich zum Wechsel nach Deutschland und unterschrieb bei Ratiopharm Ulm. In der Saison 2014/15 sammelte Krämer Spielpraxis in den Ulmer Nachwuchsmannschaften, unter anderem bei den Weißenhorn Youngstars in der drittklassigen 2. Bundesliga ProB. Am 30. Dezember 2015 kam er für Ulm erstmals in einer Partie der deutschen Bundesliga zum Einsatz. Von seinen Ulmer Mitspielern war Per Günther derjenige, von dem Krämer eigenen Angaben nach am meisten lernte. In der Saison 2016/17 gewann er mit Weißenhorn den ProB-Meistertitel. Er trug zu diesem Erfolg mit Mittelwerten von 15,4 Punkten sowie 4,7 Rebounds (in 30 Einsätzen) bei und wurde bei der Abstimmung der 2. Basketball-Bundesliga zum besten Jungspieler der ProB-Saison gekürt. Mit der OrangeAcademy (neuer Name der Weißenhorner Mannschaft) verpasste er im Spieljahr 2017/18 den Klassenerhalt in der 2. Bundesliga ProA, war aber mit einem Durchschnitt von 16,9 Punkten je Partie drittbester Korbschütze der ProA-Punktrunde. Unterdessen kam er in der Ulmer Bundesliga-Mannschaft immer besser zum Zuge und erkämpfte sich während der Saison 2017/18 zusehends Spielanteile in der ersten Liga. Nachdem er 2018/19 in 35 Ligaeinsätzen 5,4 Punkte pro Begegnung erzielt hatte, kam es anschließend zur Trennung. Bis zum Ende der Spielzeit 2018/19 bestritt Krämer 90 Bundesliga-Spiele für Ulm.
Im Juli 2019 gab Krämer bekannt, einen Vertrag bei der NBA-Mannschaft Phoenix Suns unterschrieben zu haben. Er wurde von Phoenix in der NBA-Sommerliga eingesetzt und kam in drei Begegnungen auf durchschnittlich 8 Punkte je Spiel. Die mit Phoenix geschlossene Vereinbarung (Exhibit-10-Vertrag) hätte zu Beginn der NBA-Saison in einen Zweiwegevertrag umgewandelt werden können und beinhaltete einen Zuschlag von bis zu 50 000 US-Dollar, auch für den Fall, dass der Spieler keinen Zweiwegevertrag erhält, aber mindestens sechzig Tage in der NBA-G-League bleibt (zuzüglich des Tagessatzes der G-League). Eine Woche vor Saisonbeginn gab Phoenix bekannt, auf Krämers Dienste, der in der Saisonvorbereitung einen Ermüdungsbruch des linken Schienbeins erlitten hatte, ebenso wie auf jene der ebenfalls über einen Exhibit-10-Vertrag verfügenden Spieler (Norense Odiase, Tariq Owens) für das NBA-Aufgebot zu verzichten. Als Spieler, der in der Saisonvorbereitung bei den Phoenix Suns weilte, blieb er nach Streichung aus dem vorläufigen NBA-Kader bei der Unterzeichnung eines Vertrages automatisch Spieler der Northern Arizona Suns, dem Farmteam der Phoenix Suns in der NBA G-League.
2021 stand er kurzzeitig bei den Austin Spurs unter Vertrag, kam aber nicht zum Einsatz. Im Februar 2021 wurde er vom FC Bayern München verpflichtet. In München blieb seine Einsatzzeit in der Bundesliga auf rund elf Minuten pro Partie beschränkt (2,6 Punkte/Spiel), in der Sommerpause 2021 wechselte Krämer innerhalb der Bundesliga zu den Basketball Löwen Braunschweig. In der Saison 2022/23 war er mit einem Mittelwert von 17,6 Punkten je Begegnung der beste deutsche Korbschütze der Bundesliga.
Im Juni 2023 wurde er vom spanischen Erstligisten Fundación CB Granada als Neuzugang verkündet. Krämer erreichte 2023/24 in der spanischen Liga einen Punktedurchschnitt von 10,2 je Begegnung. Zum Spieljahr 2024/25 wechselte er innerhalb der spanischen Liga ACB zum CB 1939 Canarias nach Teneriffa. Für die Mannschaft erzielte er während der Saison 2024/25 in der Liga ACB im Durchschnitt 11,1 Punkte. Er traf 82 Dreipunktewürfe in 37 Spielen.
Im Juli 2025 wurde Krämer von Real Madrid verpflichtet.

## Nationalmannschaft
Krämer kam zunächst in der U16-Auswahlmannschaft des Österreichischen Basketballverbandes zum Einsatz und nahm mit ihr an der B-EM 2013 teil. Während des Turniers war er bester Punktesammler und bester Rebounder der ÖBV-Auswahl. Später entschied er sich, für Deutschland zu spielen.
Im Dezember 2014 wurde Krämer erstmals in die deutsche U18-Nationalmannschaft berufen, mit der er im Sommer 2015 zur Europameisterschaft nach Griechenland reiste. 2016 wurde er für die deutsche U20-Nationalmannschaft nominiert. Bei der U20-Europameisterschaft im Sommer 2017, die die deutsche Mannschaft als Siebter beendete, war er mit einem Durchschnitt von 12,3 Punkten pro Einsatz zweitbester Werfer der DBB-Auswahl.
Mitte Mai 2018 wurde Krämer erstmals in die A2-Nationalmannschaft und Anfang Dezember erstmals in die deutsche A-Nationalmannschaft berufen. 2023 wurde er mit Deutschland Weltmeister. Krämer kam bei dem Turnier in Indonesien, Japan und den Philippinen in vier Spielen zum Einsatz (2,8 Punkte je Begegnung), in Viertel- und Halbfinale sowie im Endspiel stand er nicht auf dem Feld. 2024 wurde Krämer kurz vor dem Beginn der Olympischen Sommerspiele aus dem deutschen Aufgebot gestrichen.
Im November 2024 erzielte Krämer im ersten Länderspiel unter Bundestrainer Álex Mumbrú 43 Punkte, damit gelang ihm die bis dahin zweitbeste Ausbeute in der Länderspielgeschichte des Deutschen Basketball-Bundes.

## Erfolge und Auszeichnungen

### Als Nationalspieler
- Goldmedaille bei der Weltmeisterschaft 2023